# Associazione Calcio Fiorentina 1933-1934
Questa voce raccoglie le informazioni riguardanti l'Associazione Calcio Fiorentina nelle competizioni ufficiali della stagione 1933-1934.

## Stagione
La Fiorentina trova in Viani II il suo nuovo cannoniere e nel campione del mondo Mario Pizziolo la sua prima bandiera (197 partite in maglia viola). In questa stagione vi è anche un cambio in panchina: il nuovo tecnico è Ging.
La compagine viola arriva sesta alla fine di un campionato di alti e bassi.
Da ricordare, in negativo, un Pro Vercelli–Fiorentina del 29 ottobre finito 7-2 con sei gol di Piola, ed un 5-0 subito a Torino dalla Juventus. In positivo una vittoria per 4-2 a Milano contro l'Ambrosiana-Inter.

## Rosa
| N. |                   | Ruolo | Calciatore       |
| -- | ----------------- | ----- | ---------------- |
|    | Italia (bandiera) | P     | Bruno Ballante   |
|    | Italia (bandiera) | P     | Gino Baggiani    |
|    | Italia (bandiera) | D     | Renato Vignolini |
|    | Italia (bandiera) | D     | Lorenzo Gazzari  |
|    | Italia (bandiera) | D     | Mario Pizziolo   |
|    | Italia (bandiera) | D     | Giuseppe Bigogno |
|    | Italia (bandiera) | D     | Bruno Neri       |
|    | Italia (bandiera) | D     | Renzo Magli      |
|    | Italia (bandiera) | D     | Italo Pizziolo   |
|    | Italia (bandiera) | C     | Gastone Prendato |

| N. |                     | Ruolo | Calciatore        |
| -- | ------------------- | ----- | ----------------- |
|    | Italia (bandiera)   | C     | Bruno Biagini     |
|    | Uruguay (bandiera)  | C     | Carlos Gringa     |
|    | Italia (bandiera)   | C     | Libero Marchini   |
|    | Italia (bandiera)   | C     | Francesco Ottavi  |
|    | Italia (bandiera)   | A     | Vinicio Viani     |
|    | Italia (bandiera)   | A     | Mario Perazzolo   |
|    | Ungheria (bandiera) | A     | János Nehadoma    |
|    | Italia (bandiera)   | A     | Cinzio Scagliotti |
|    | Italia (bandiera)   | A     | Arrigo Morselli   |
|    | Italia (bandiera)   | A     | Geo Bortolini     |

## Risultati

### Serie A

#### Girone di andata
| Arbitro: | Dattilo (Roma) |

|               |           |  |
| Perazzolo 12’ | Marcatori |  |

| Arbitro: | U.Gama (Milano) |

|                                         |           |            |
| Prato 12’ Bernasconi 14’ Prato 51’, 67’ | Marcatori | 73’ Gringa |

| Arbitro: | Barlassina (Novara) |

|                     |           |                                       |
| Prendato 30’ (rig.) | Marcatori | 8’ (rig.) Ferraris IV 20’, 22’ Guaita |

| Arbitro: | Scarpi (Dolo) |

|                                     |           |             |
| Viani II 36’, 39’, 78’ Prendato 80’ | Marcatori | 82’ Borel I |

| Arbitro: | Mattea (Torino) |

|                           |           |  |
| Turchi 2’ Busoni 36’, 80’ | Marcatori |  |

| Arbitro: | Mazza (Genova) |

|                                       |           |  |
| Viani II 15’ Prendato 49’, 87’ (rig.) | Marcatori |  |

| Arbitro: | Scorzoni (Bologna) |

|                                                     |           |                                  |
| Piola 1’ Casalino 11’ Piola 14’, 61’, 70’, 77’, 86’ | Marcatori | 17’ (rig.) Prendato 90’ Viani II |

| Arbitro: | Gonani (Ravenna) |

|                           |           |  |
| Prendato 16’ Nehadoma 66’ | Marcatori |  |

| Arbitro: | Scorzoni (Bologna) |

|                                                    |           |  |
| Varglien II 15’ Borel II 59’, 69’, 71’ Ferrari 86’ | Marcatori |  |

| Arbitro: | Bonivento (Venezia) |

|                           |           |  |
| Viani II 28’ Prendato 47’ | Marcatori |  |

| Arbitro: | Scarpi (Dolo) |

|                         |           |                         |
| Cornara 45’ Gardini 51’ | Marcatori | 24’ Viani II 35’ Gringa |

| Arbitro: | Mastellari (Bologna) |

|                        |           |                                     |
| Meazza 7’ Levratto 15’ | Marcatori | 16’, 26’, 29’ Viani II 66’ Nehadoma |

| Arbitro: | De Santis (Roma) |

|                         |           |             |
| Viani II 52’ Gringa 88’ | Marcatori | 27’ Mazzoni |

| Arbitro: | Turbiani (Ferrara) |

|                        |           |              |
| Riccardi 25’, 34’, 53’ | Marcatori | 48’ Viani II |

| Arbitro: | U.Gama (Milano) |

|                                |           |  |
| Nehadoma 22’, 75’ Viani II 24’ | Marcatori |  |

| Arbitro: | Scorzoni (Bologna) |

|                       |           |                                      |
| Rocco 20’, 44’ (rig.) | Marcatori | 30’ Marchini 38’ Gringa 83’ Viani II |

| Arbitro: | Carraro (Padova) |

|  |           |              |
|  | Marcatori | 58’ Rossetti |

#### Girone di ritorno
| Arbitro: | Mazza (Genova) |

|                                 |           |  |
| Cresta 5’ Arcari III 53’ (rig.) | Marcatori |  |

| Arbitro: | Caironi (Milano) |

|             |           |        |
| Biagini 42’ | Marcatori | 86’ Bo |

| Arbitro: | Beretta (Novi Ligure) |

|                              |           |              |
| Tomasi 62’ Guaita 70’ (rig.) | Marcatori | 87’ Viani II |

| Palermo 4 febbraio 1934 21ª giornata | Palermo         | 0 – 0 | Fiorentina | Stadio del Littorio\| Arbitro: \| U.Gama (Milano) \| |
| Arbitro:                             | U.Gama (Milano) |       |            |                                                      |

| Arbitro: | Carraro (Padova) |

|                |           |  |
| Scagliotti 87’ | Marcatori |  |

| Bologna 25 febbraio 1934 23ª giornata | Bologna              | 0 – 0 | Fiorentina | Stadio del Littoriale\| Arbitro: \| Ciamberlini (Genova) \| |
| Arbitro:                              | Ciamberlini (Genova) |       |            |                                                             |

| Arbitro: | U.Gama (Milano) |

|              |           |                  |
| Nehadoma 69’ | Marcatori | 14’ Santagostino |

| Arbitro: | Bonivento (Venezia) |

|                                                    |           |  |
| Marini 21’ (rig.) Giuliani 70’, 83’ Frisoni II 84’ | Marcatori |  |

| Arbitro: | Melandri (Genova) |

|                         |           |                              |
| Prendato 17’ Gringa 67’ | Marcatori | 13’ Varglien II 40’ Borel II |

| Arbitro: | Corradini (Bologna) |

|                    |           |                            |
| Guarisi 12’ (rig.) | Marcatori | 77’ Marchini 90’ Perazzolo |

| Arbitro: | Mazza (Genova) |

|                   |           |                    |
| Nehadoma 20’, 78’ | Marcatori | 6’, 31’ Schiavetta |

| Arbitro: | Mattea (Torino) |

|              |           |  |
| Viani II 23’ | Marcatori |  |

| Arbitro: | Gonani (Ravenna) |

|             |           |                     |
| Stabile 59’ | Marcatori | 14’, 82’ Scagliotti |

| Firenze Anticipata il 29 marzo 1934 31ª giornata | Fiorentina      | 0 – 0 | Alessandria | Stadio Giovanni Berta\| Arbitro: \| Scotto (Savona) \| |
| Arbitro:                                         | Scotto (Savona) |       |             |                                                        |

| Padova 29 aprile 1934 32ª giornata | Padova              | 0 – 0 | Fiorentina | Stadio Silvio Appiani\| Arbitro: \| Barlassina (Novara) \| |
| Arbitro:                           | Barlassina (Novara) |       |            |                                                            |

| Arbitro: | Gonani (Ravenna) |

|             |           |              |
| Marchini 5’ | Marcatori | 59’ Busidoni |

| Arbitro: | Bertone (Torino) |

|             |           |              |
| Rossetti 5’ | Marcatori | 62’ Prendato |

## Statistiche

### Statistiche di squadra
| Competizione | Punti | In casa | In casa | In casa | In casa | In casa | In casa | In trasferta | In trasferta | In trasferta | In trasferta | In trasferta | In trasferta | Totale | Totale | Totale | Totale | Totale | Totale | DR |
| Competizione | Punti | G       | V       | N       | P       | Gf      | Gs      | G            | V            | N            | P            | Gf           | Gs           | G      | V      | N      | P      | Gf     | Gs     | DR |
| ------------ | ----- | ------- | ------- | ------- | ------- | ------- | ------- | ------------ | ------------ | ------------ | ------------ | ------------ | ------------ | ------ | ------ | ------ | ------ | ------ | ------ | -- |
| Serie A      | 36    | 17      | 9       | 6       | 2       | 27      | 13      | 17           | 3            | 6            | 8            | 19           | 40           | 34     | 12     | 12     | 10     | 46     | 53     | -7 |

### Statistiche dei giocatori
| Giocatore     | Serie A  | Serie A |
| Giocatore     | Presenze | Reti    |
| ------------- | -------- | ------- |
| G. Baggiani   | 10       | -6      |
| B. Ballante   | 24       | -40     |
| G. Bortolini  | 2        | 0       |
| B. Biagini    | 8        | 1       |
| G. Bigogno    | 17       | 0       |
| L. Gazzari    | 34       | 0       |
| C. Gringa     | 24       | 5       |
| R. Magli      | 25       | 0       |
| L. Marchini   | 9        | 3       |
| A. Morselli   | 15       | 0       |
| J. Nehadoma   | 30       | 7       |
| B. Neri       | 32       | 0       |
| F. Ottavi     | 3        | 0       |
| M. Perazzolo  | 29       | 2       |
| I. Pizziolo   | 1        | 0       |
| M. Pizziolo   | 29       | 0       |
| G. Prendato   | 20       | 9       |
| C. Scagliotti | 17       | 3       |
| V. Viani      | 27       | 16      |
| R. Vignolini  | 18       | 0       |